# Österreichische Beiträge zur Geschichtsdidaktik
Die Österreichischen Beiträge zur Geschichtsdidaktik. Geschichte – Sozialkunde – Politische Bildung werden 2008 bis 2020 durch die Salzburger Historiker Reinhard Krammer und Christoph Kühberger im Studienverlag in Innsbruck u. a. herausgegeben. Seit 2020 geben die Reihe Christoph Kühberger, Heinrich Ammerer und Wolfgang Buchbergerheraus. Thematisch umfasst die Reihe Monografien, Sammelbände und Tagungsbände zu Fragen der Geschichts- und Politikdidaktik (Politische Bildung). In der Reihe sind bisher auch zwei Dissertationen (Bd. 8/Sabine Hofmann-Reiter und Bd. 17/Wolfgang Buchberger) sowie zwei Habilitationen (Bd. 1/Reinhard Krammer und Bd. 14/Christian Pichler) von österreichischen Geschichtsdidaktikern erschienen.

## Publikationen
- Band 1: Reinhard Krammer: Intention und Prozess im Geschichtsunterricht. Der Einfluss externer Faktoren auf die Praxis an den deutschsprachigen Mittelschulen Österreichs 1849–1914. Innsbruck 2008, ISBN 978-3-7065-4630-0.
- Band 2: Christoph Kühberger: Kompetenzorientiertes historisches und politisches Lernen. Methodische und didaktische Annäherungen für Geschichte, Sozialkunde und politische Bildung, Innsbruck 2009, ISBN 978-3-7065-4702-4. (2. Auflage 2009, 3. Auflage 2015)
- Band 3: Christoph Kühberger, Elfriede Windischbauer (Hrsg.): Jugend und politische Partizipation. Annäherung aus der Perspektive der politischen Bildung. Bericht der Internationalen Lehrplan- und Lehrmittelgespräche (Bodenseekreis)/Internationale Gesellschaft für Geschichtsdidaktik e.V. Salzburg-Strobl, 01.–03.05.2008. 2009, ISBN 978-3-7065-4703-1.
- Band 4: Christoph Kühberger, Elfriede Windischbauer (Hrsg.): Politische Bildung in der Volksschule. Annäherungen aus Theorie und Praxis, Innsbruck 2010, ISBN 978-3-7065-4894-6.
- Band 5: Heinrich Ammerer, Reinhard Krammer, Ulrike Tanzer (Hrsg.): Politisches Lernen. Der Beitrag der Unterrichtsfächer zur politischen Bildung, Innsbruck 2010, ISBN 978-3-7065-4988-2.
- Band 6: Heinrich Ammerer, Franz Fallend, Elfriede Windischbauer (Hrsg.): Demokratiebildung. Annäherungen aus Fachwissenschaft und Fachdidaktik, Innsbruck 2012, ISBN 978-3-7065-5171-7.
- Band 7: Christoph Kühberger (Hrsg.): Geschichte denken. Zum Umgang mit Geschichte und Vergangenheit von Schüler/innen der Sekundarstufe I am Beispiel „Spielfilm“. Empirische Befunde – diagnostische Tools – methodische Hinweise, Innsbruck 2013, ISBN 978-3-7065-5260-8.
- Band 8: Sabine Hofmann-Reiter: Zeitverständnis am Übergang von der Grundschule zur Sekundarstufe. Empirische Erkundungen der Geschichtsdidaktik, Innsbruck 2015, ISBN 978-3-7065-5403-9.
- Band 9: (noch nicht erschienen)
- Band 10: Christoph Kühberger, Philipp Mittnik (Hrsg.): Empirische Geschichtsschulbuchforschung in Österreich, Innsbruck 2015, ISBN 978-3-7065-5429-9.
- Band 11: Philipp Mittnik (Hrsg.): Politische Bildung in der Primarstufe. Eine internationale Perspektive, Innsbruck 2016, ISBN 978-3-7065-5569-2.
- Band 12: Philipp Mittnik (Hrsg.): Empirische Einsichten in der Politischen Bildung. Innsbruck 2017, ISBN 978-3-7065-5641-5.
- Band 13: Wolfgang Buchberger, Christoph Kühberger (Hg.): Historisches Lernen in der Primarstufe. Standpunkte – Herausforderungen – Perspektiven, Innsbruck 2021, ISBN 978-3-7065-6012-2.
- Band 14: Christian Pichler: Geschichtsmatura. Eine empirische Untersuchung zum kompetenzorientierten Prüfungsmodus, Innsbruck 2020, ISBN 978-3-7065-6051-1.
- Band 15: Wolfgang Buchberger: Historisches Lernen mit schriftlichen Quellen. Eine kategoriale Schulbuchanalyse österreichischer Lehrwerke der Primar- und Sekundarstufe, Innsbruck 2020, ISBN 978-3-7065-6067-2.